# Pajusi
Pajusi – wieś w Estonii, w prowincji Jõgeva, w gminie Pajusi.